# La Meauffe
La Meauffe  là một xã thuộc tỉnh Manche trong vùng Normandie tây bắc Xã này nằm ở khu vực có độ cao từ 4-87 mét trên mực nước biển.